# Tschoidschin-Lama-Tempel-Museum

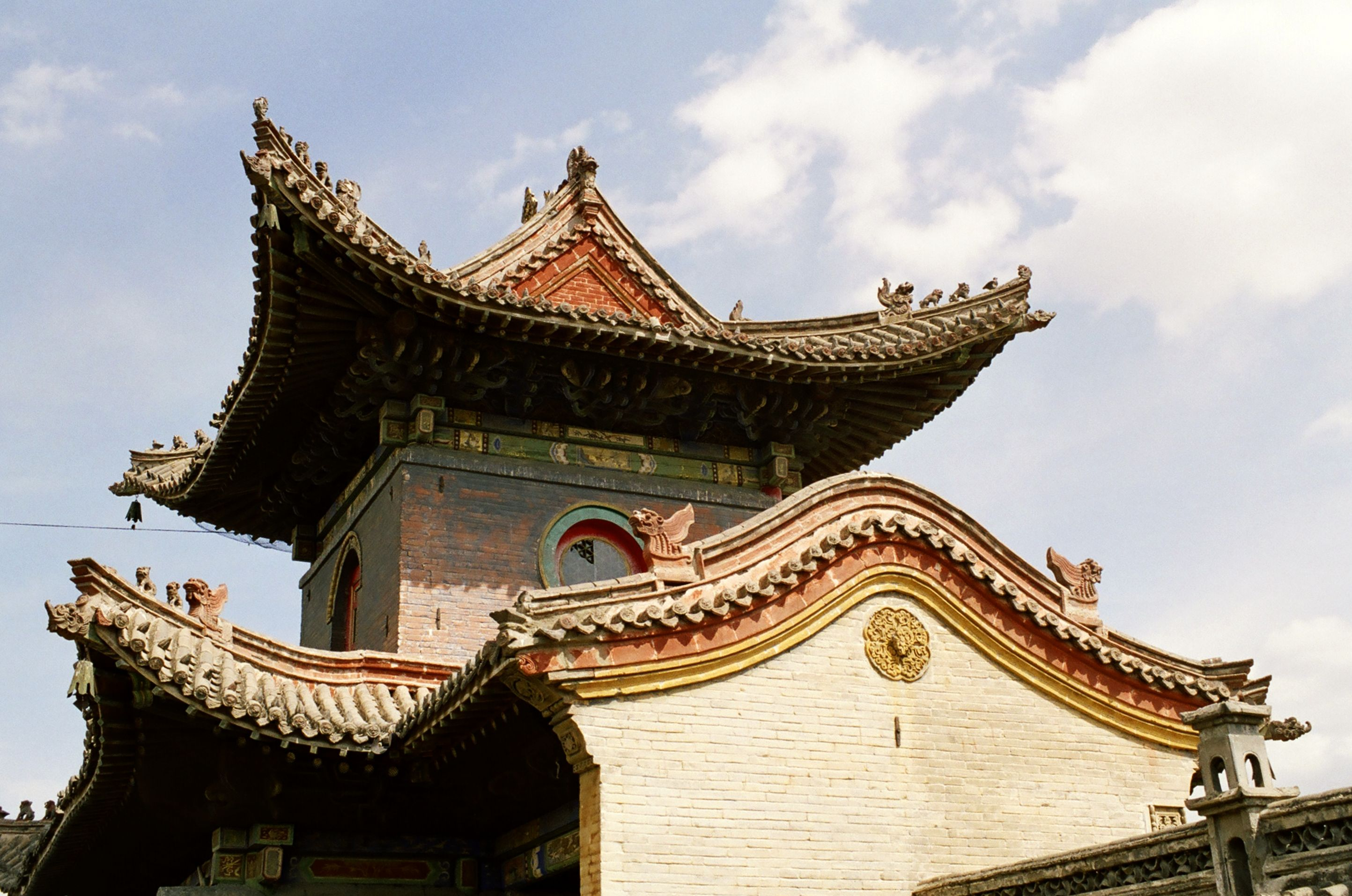
Tschoidschin-Lama-Tempel

Das Tschoidschin-Lama-Tempel-Museum (mongolisch Чойжин ламын сүм музей) ist ein ehemaliges Kloster- und Tempelareal des mongolisch-tibetischen Buddhismus im Zentrum von Ulaanbaatar in der Mongolei.
Die zwischen 1904 und 1908 errichtete Anlage war der einstige Sitz des Beschützers Tschoidschin (Choijin, eigentlich Lobsang Hoi Do), dem jüngeren Bruder des Bogd Khan. Nach 1911 avancierte Choijin zum offiziellen Staatsorakel, das fortan Offenbarungen und Weissagungen im Tschoidschin-Lama-Tempel verkündete.
Der Komplex wurde während des stalinistischen Terrors in der Mongolei in den 1930er Jahren stark zerstört und besteht heute aus fünf restaurierten Tempeln mit Sammlungen religiöser Gegenstände. Die Bestände umfassen unter anderem eine größere Sammlung von Cham-Tanz-Masken. Im Haupttempel ist die Mumie des Baldanchoimbel, des Lehrers des Tschojdschin Lama, zu sehen.

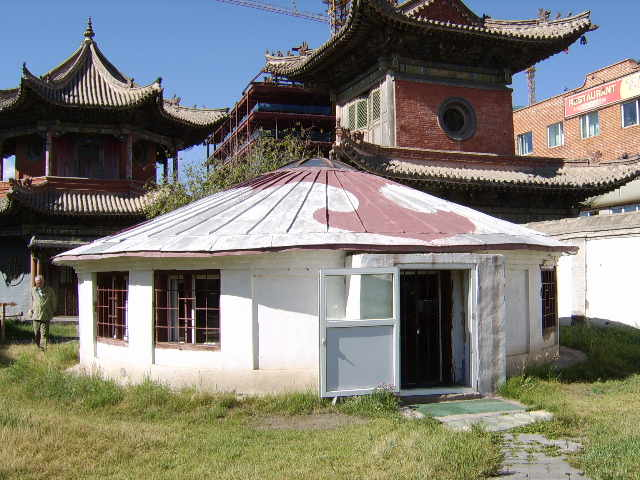
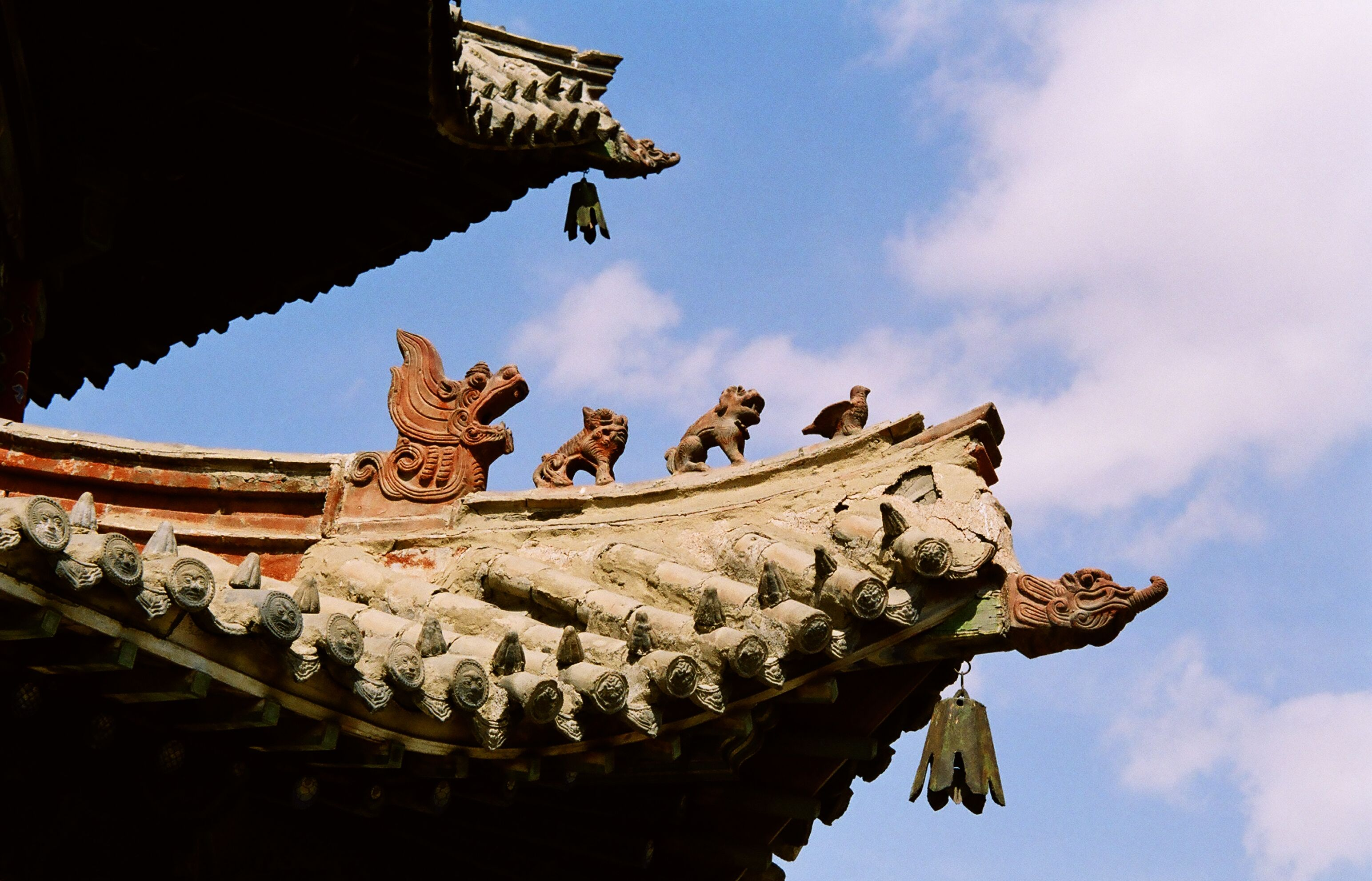
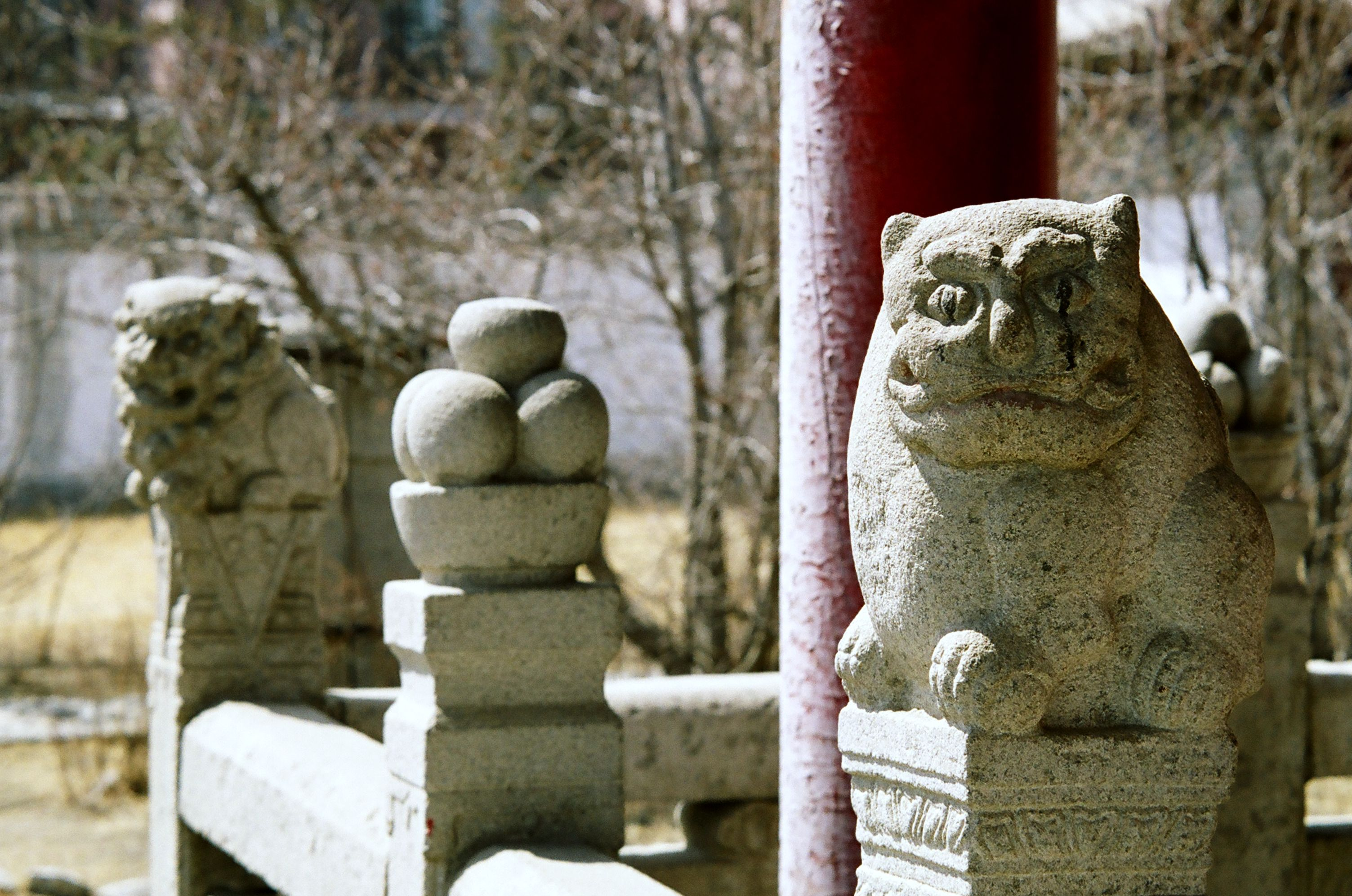